# 譙𡸫
譙（2世紀—3世紀），字榮始，巴蜀巴西西充（今四川南部县）人，東漢《尚書》學者，精通河圖緯書，曾受到益州州府招聘，都沒有答應，於是被州府任命為師友從事。
譙在《三國志》史載中至少有兩個兒子。譙在誕下譙周數年後便離世了，因此剩下他妻子和兒子們同居，包括當時最年幼的譙周，為日後的三國西晉時期學者。